# 카 포스카리 베네치아 대학교

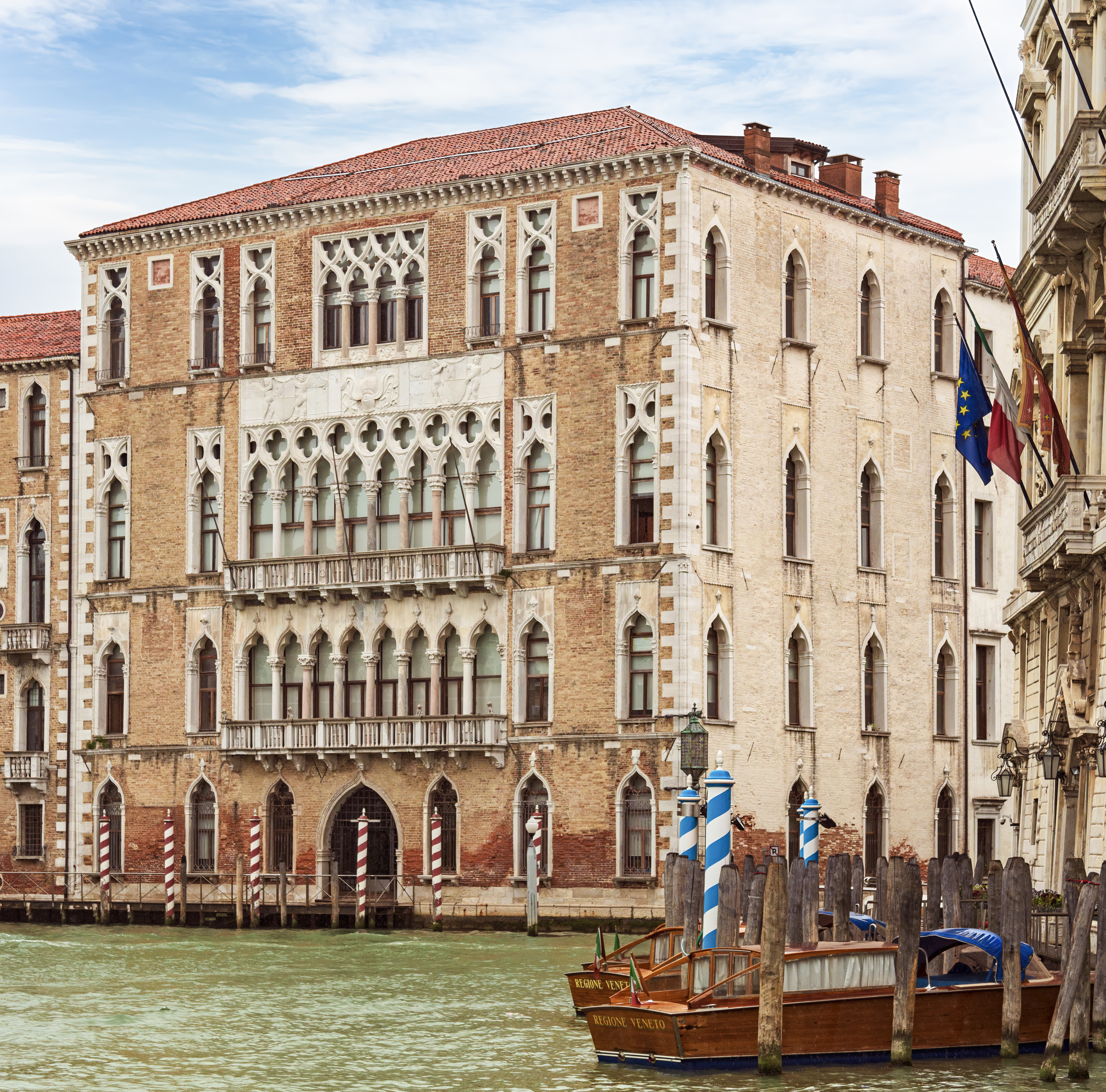
Ca' Foscari

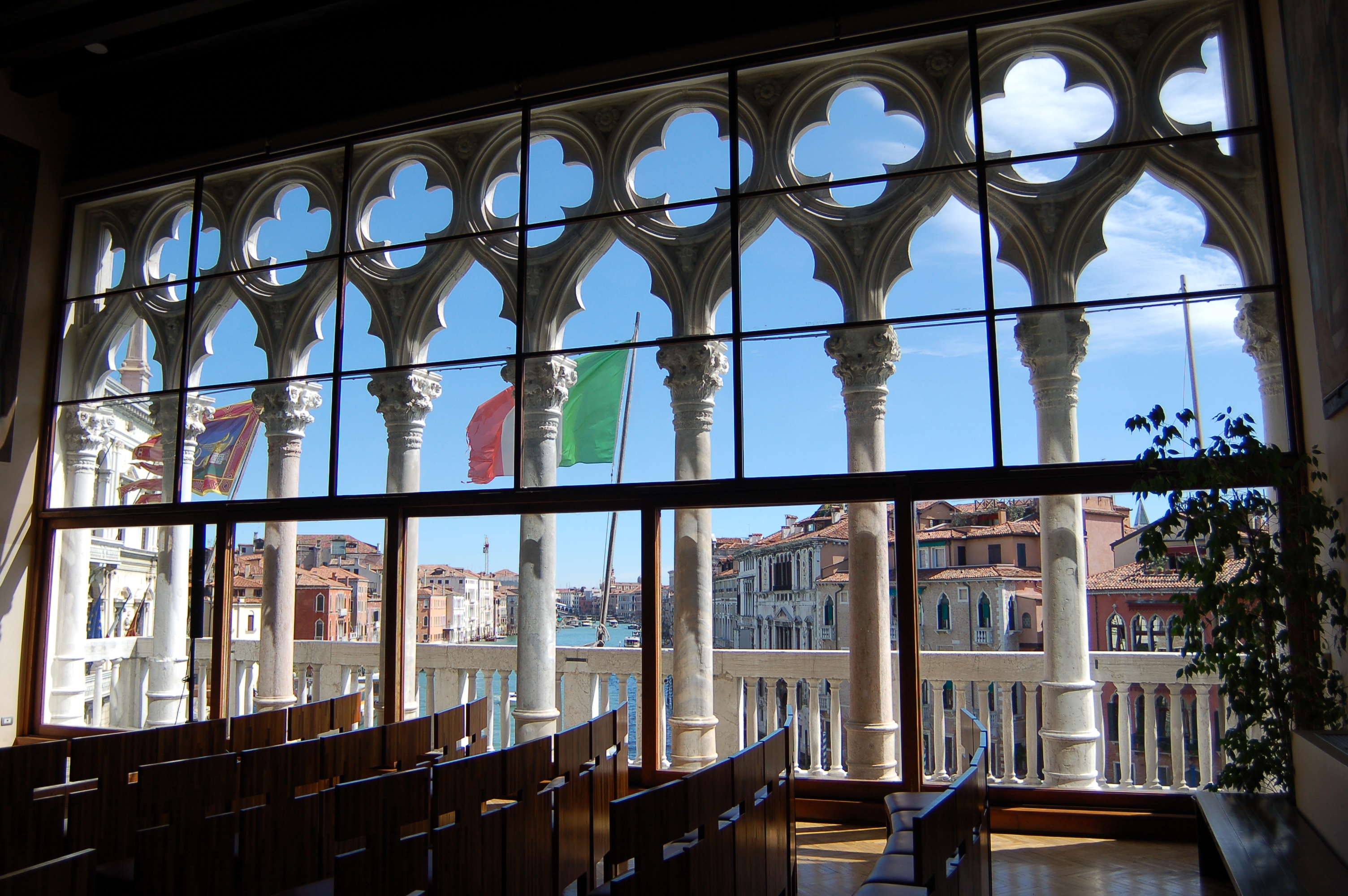
대강당 Aula Baratto

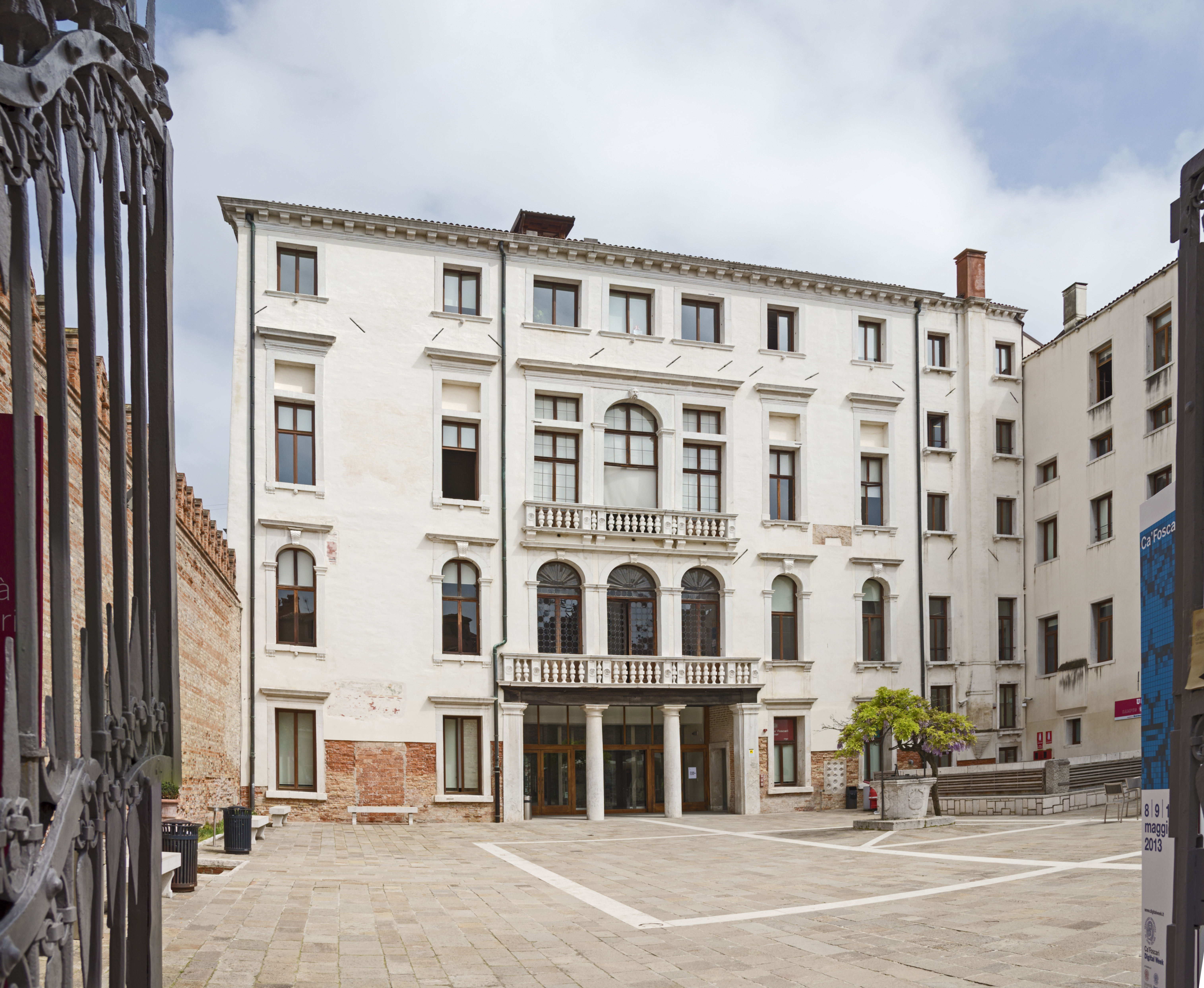
카포스카리 대로

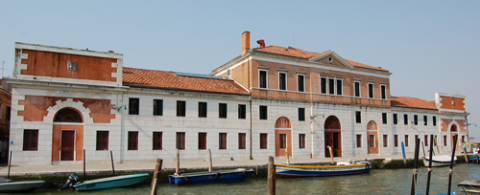
성 욥 캠퍼스

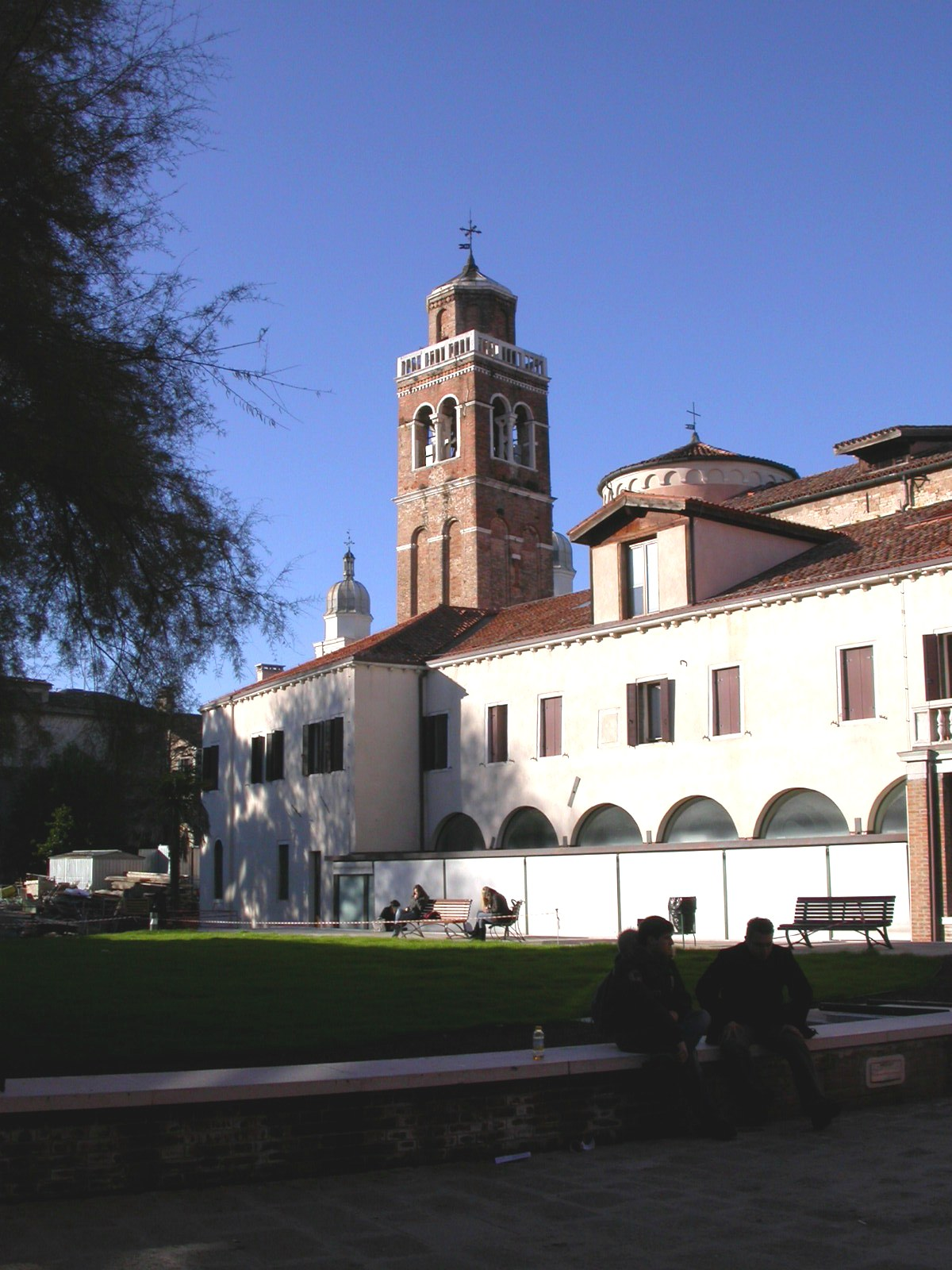
성 세바스티아누스 캠퍼스

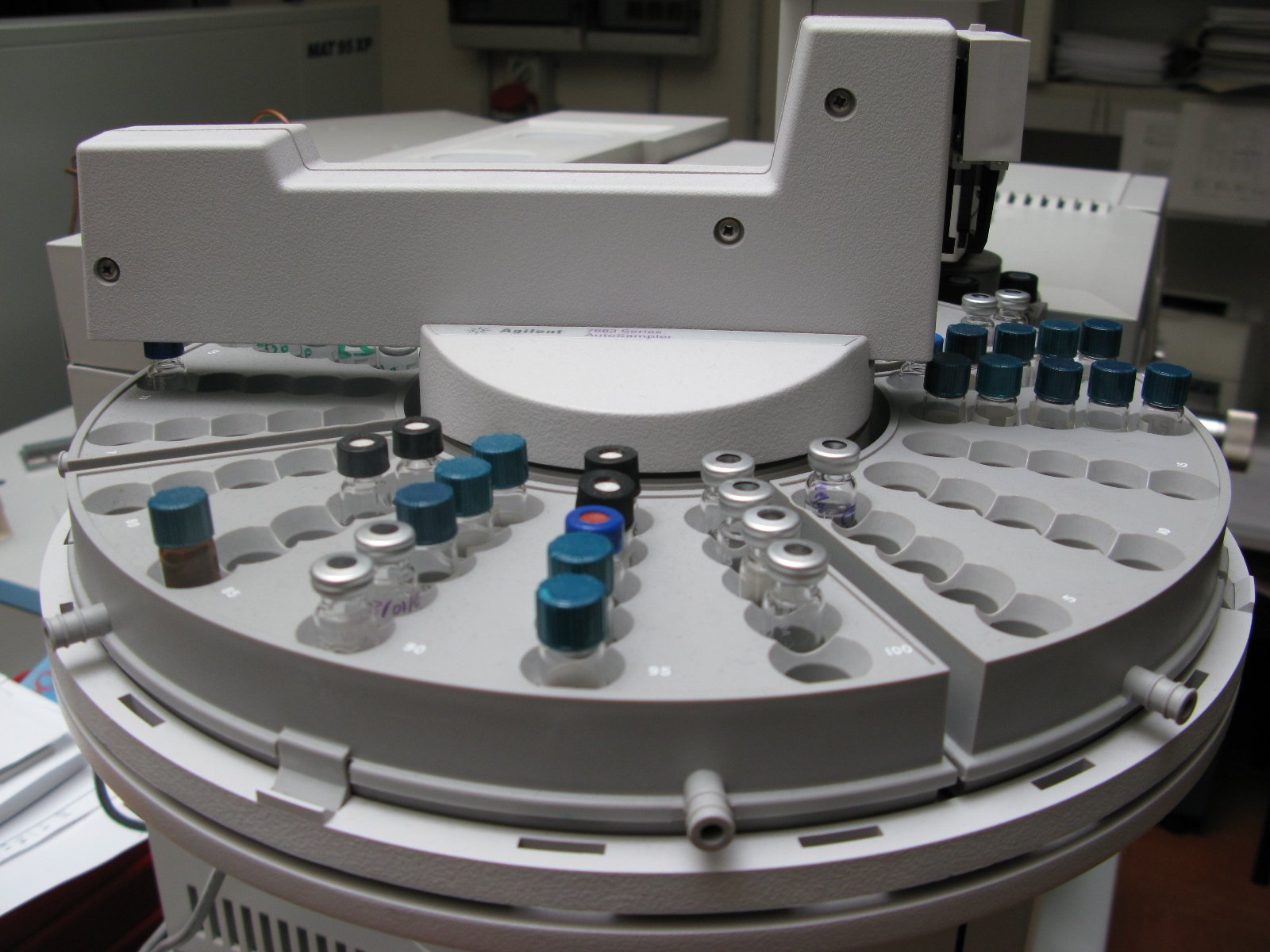
산타마리아 캠퍼스 연구소

카 포스카리 베네치아 대학교(이탈리아어: Università Ca' Foscari Venezia)는 이탈리아의 베네치아에 있는 이탈리아의 국립대학이다. 도르소두로（Dorsoduro）지구에 있는 카 포스카리를 캠퍼스로서 사용하고 있다. 1968년에 학제 개편으로 인해 종합대학이 되었고, 현재는 8개의 학부, 약 19,000명의 재학생이 있다.

## 개요
베네치아가 1866년에 오스트리아 제국에서 이탈리아 왕국에 할양된 후, Luigi Luzzatti(정치경제학자, 이후 이탈리아 총리), Edoardo Deodati(이탈리아 왕국의 국회의원, 베네치아의 부 도지사), Francesco Ferrara(시칠리아의 정치경제학자, 이후 30년간 동 대학의 이사를 역임)의 3명이 주축이 되어, 벨기에의 University of Antwerp을 모델로 1868년 8월 6일에 이탈리아 최초의 상업고등교육기관으로서 설립되었다. 당초는 해외와의 무역거래 등의 외교부문의 연구, 훈련학교로서의 역할을 가졌고, 학생들은 다수의 외국어 수업을 첫 해부터 수강할 필요가 있었다. 

전 세계에서 4번째로 오래된 비즈니스 스쿨이다.

## 학부
현재는 8개의 학부가 있다.
- 경제학
- 철학
- 경영학
- 환경과학 & 컴퓨터 과학
- 분자테크놀로지
- 언어학 & 비교문화학
- 인문학
- 아시아 & 지중해 & 아프리카 Studies

## 세계 대학 순위
QS World University Rankings 2014-2015에 의하면 경제학, 역사학 분야의 순위에서 세계 150-200위에 랭크인되어 있다. 또 환경 연구에 관한 순위(GreenMetric World University Ranking)에서는 2013년에 105위에 랭크인되어, 이탈리아의 대학 중에서는 최고 순위이다.